# Baba Vanga
Baba Vanga, (in bulgaro Баба Ванга?), nata Vangelija Pandeva Dimitrova (in bulgaro Вангелия Пандева Димитрова?) e coniugata Gušterova (in bulgaro Гущерова?) (Strumica, 31 gennaio 1911 – Sofia, 11 agosto 1996), è stata una mistica, chiaroveggente ed erborista bulgara, che ha trascorso gran parte della sua vita nella zona di Rupite, un villaggio montano del distretto di Blagoevgrad.
I suoi seguaci erano convinti che possedesse abilità paranormali.

## Biografia
Vanga nacque a Strumica da una famiglia bulgara, da Pando Surčev (7 maggio 1873 - 8 novembre 1940) e dalla madre Paraskeva Surčeva (morta nel 1914), nei territori dell'allora Impero ottomano (oggi Macedonia del Nord). La bambina era prematura e soffrì di complicazioni mediche. In accordo con le tradizioni locali non le fu dato un nome fino a quando i genitori non la riconobbero in grado di sopravvivere. Quando pianse per la prima volta, un'ostetrica uscì in strada e chiese ad un passante di dirle un nome; questi propose Andromaha, ma il nome fu rifiutato perché "troppo greco", dato che la società bulgara stava attraversando un periodo di sentimenti anti-ellenici. La proposta di un secondo passante fu Vangelia: quest'ultimo era più popolare tra i bulgari della regione e fu accettato.
Il padre di Vangelia era un militante del VRMO e fu arruolato nell'esercito bulgaro durante la prima guerra mondiale, mentre sua madre morì poco dopo; questi due avvenimenti lasciarono Vanga in balia delle cure e della carità dei vicini e degli amici di famiglia per gran parte della sua infanzia. Dopo la guerra, la città di Strumica passò dal controllo bulgaro a quello serbo e le autorità serbe arrestarono il padre per le sue attività a sostegno dei bulgari e confiscarono tutte le proprietà della famiglia, che visse in povertà per molti anni. Vanga era considerata molto intelligente per la sua età. Le sue tendenze verso il mondo del paranormale iniziarono a manifestarsi quando escogitò un gioco chiamato "la guarigione", in cui lei impersonava una curatrice e prescriveva delle erbe ai suoi amici, che fingevano di essere malati. Il padre, vedovo, si risposò e diede alla figlia una matrigna.
Il punto di svolta della vita della ragazza fu un tornado che travolse Vanga e la scagliò in un campo vicino (questa affermazione non è stata verificata da registri meteorologici o altre fonti dell'epoca). Fu ritrovata dopo una lunga ricerca. I testimoni dissero che era terrorizzata, i suoi occhi erano coperti di sabbia e polvere e non era in grado di aprirli per il dolore. Il denaro disponibile alla famiglia permise solo un'operazione parziale per curarla dalle ferite ricevute e da ciò risultò una graduale perdita della vista.
Nel 1925, Vanga fu portata presso una scuola per ipovedenti nella città di Zemun (Regno di Jugoslavia), dove imparò a leggere in braille, suonare il pianoforte ed effettuare piccoli lavori domestici come il cucito, la cucina e la pulizia. Dopo la morte della matrigna, fu costretta a tornare a casa per prendersi cura dei suoi fratelli più piccoli. La famiglia era molto povera e la ragazza era costretta a lavorare ogni giorno.
Durante la seconda guerra mondiale, Vanga attrasse a sé seguaci, convinti delle sue abilità di cura e chiaroveggenza. Un gran numero di persone la visitò sperando in un aiuto per rintracciare i propri parenti dispersi o trovare il luogo dove essi avevano trovato la morte. L'8 aprile 1942, lo zar bulgaro Boris III le fece visita.
Il 10 maggio 1942, Vanga sposò Dimităr Gušterov, soldato bulgaro proveniente dal villaggio di Krăndžilica, vicino alla città di Petrič, che andò da lei per cercare l'assassino dei suoi fratelli, promettendole però che non avrebbe cercato vendetta. Poco dopo il matrimonio, Dimităr e Vanga si trasferirono a Petrič, dove in poco tempo divennero famosi. Dimităr fu arruolato nell'esercito bulgaro e rimase di stanza per qualche tempo nel nord della Grecia, che era stata annessa alla Bulgaria durante la guerra. Si ammalò nel 1947, divenne un alcolista e infine morì il 1º aprile 1962.
Vanga continuò a essere visitata sia da dignitari che da persone comuni. Dopo il secondo conflitto mondiale, politici bulgari e leader delle varie repubbliche sovietiche chiesero incontri con lei, tra i quali il più famoso (ma si tratta di una voce non verificata) è quello avvenuto con Leonid Brežnev. Negli anni novanta, con i proventi della sua attività da chiaroveggente e le donazioni dei suoi seguaci, la donna fece costruire una chiesa secondo sue precise istruzioni, ma ciò creò attriti con il clero ortodosso locale, che non aveva intenzione di consacrare lo strano edificio, dato che non aveva un altare, una cupola o un posto per pregare e gli unici ornamenti erano una serie di ritratti di santi dipinti da Svetlin Rusev, un artista bulgaro famoso per la sua arte sperimentale. Alla fine, gli esponenti della chiesa accettarono di consacrare l'edificio per paura di incorrere nell'ira dei seguaci della donna o dei suoi protettori politici. 

### Morte
Vanga morì l'11 agosto 1996 all'età di 85 anni per le complicazioni di un cancro al seno. Ai suoi funerali partecipò una numerosa folla, compresi molti dignitari. In accordo con il testamento della donna la sua casa a Petrič fu trasformata in un museo, che aprì le porte ai visitatori il 5 maggio 2008.

## Attività

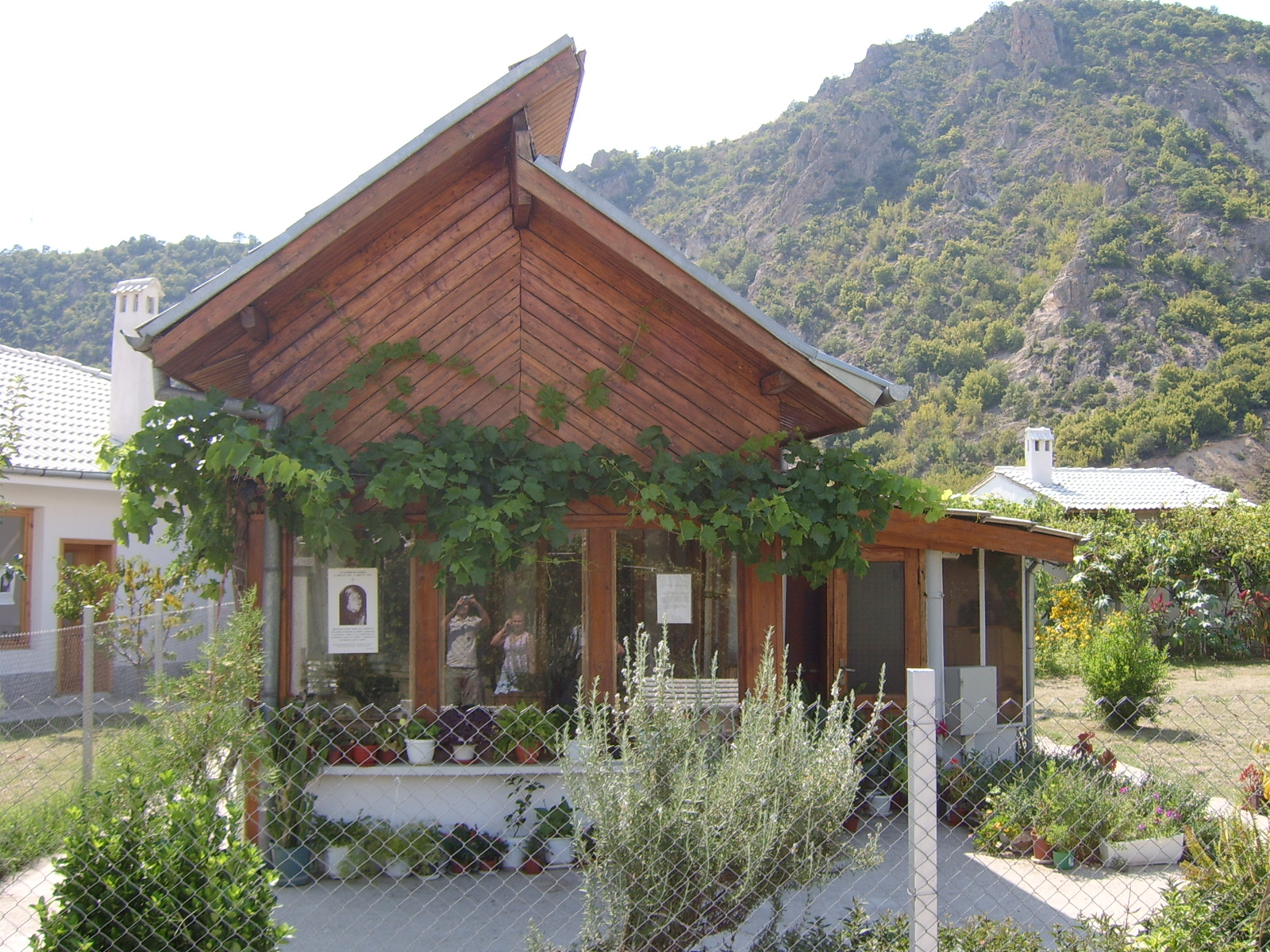
La casa in cui Baba Vanga visse dagli anni Settanta, a Rupite

Vanga era analfabeta o semianalfabeta. Nessun documento scritto fu redatto da lei in persona e tutto ciò che disse, o che si è ipotizzato abbia detto, fu trascritto dai suoi seguaci.
La donna affermava che le sue straordinarie capacità avevano qualcosa a che fare con la presenza di creature invisibili, ma non riusciva a spiegare chiaramente la loro origine. Diceva che quelle creature le davano informazioni sulle persone e che loro non potevano trasmetterle direttamente, perché la distanza e il tempo non avevano importanza per la loro natura. Secondo Vanga, la vita di tutti coloro che le stavano di fronte era come un film, proiettato dalla nascita sino alla morte, e quindi poteva prevedere il loro futuro, ma non era in grado di cambiarlo.
Fonti come la Guida pratica Wiesler sul paranormale sostengono che Vanga predisse la dissoluzione dell'Unione Sovietica, il disastro di Černobyl', la data della morte di Stalin, l'affondamento del sottomarino russo Kursk, gli attentati dell'11 settembre 2001, il terremoto e maremoto dell'Oceano Indiano del 2004 e la vittoria dello scacchista bulgaro Topalov al torneo mondiale di scacchi. Tuttavia, le persone che le erano vicine dissero che non aveva mai profetizzato sul Kursk o su altre profezie circolanti su internet e che molti dei miti su Vanga sono semplicemente falsi, danneggiando così un'analisi sul suo effettivo lavoro. Molte delle profezie a lei attribuite sono nate su internet e si sono poi diffuse per il loro carattere sensazionalistico.
Una caratteristica anomala nella sua figura fu la tolleranza che i vertici sovietici riservarono alla sua attività di chiaroveggenza. Il governo stalinista perseguitava coloro che si dichiaravano indovini o quanto meno cercavano di evitare che la loro fama si espandesse, vedendo nella chiaroveggenza una superstizione del passato da estirpare. Tuttavia, Vanga non solo fu tollerata, ma anche consultata da alcuni esponenti governativi sia sovietici sia bulgari, cosa che la rese l'unica indovina sostenuta dallo Stato nei tempi moderni. Questa circostanza ha fatto crescere il dubbio, tra gli oppositori, che alcune delle sue previsioni fossero elaborate usando i dati dei servizi segreti.

## Controversie
La condizione di analfabetismo in cui versava Vanga getta un'ombra di dubbio su quali profezie siano state effettivamente proferite e sul fatto che potrebbero essere state manipolate dai suoi seguaci per farle aderire alla realtà a fatto compiuto. I casi in cui le profezie della donna non si sono avverate sono documentati, così come anche i casi il cui significato proveniente da profezie criptiche è stato adattato a fatti accaduti dopo che si sono verificati. È il caso ad esempio della previsione sul disastro dell'11 settembre, legata secondo gli interpreti alla sibillina frase: "Orrore, orrore! La fratellanza americana cadrà dopo essere stata attaccata dagli uccelli d'acciaio, i lupi ululeranno in un cespuglio e sangue innocente verrà versato" (da notare che la parola "cespuglio" in inglese si traduce "bush", che è il cognome del presidente degli Stati Uniti nel 2001); nessuno aveva mai fatto un collegamento con le torri gemelle prima degli attentati che le hanno coinvolte.
Inoltre, molte delle profezie raccolte da diversi blog e siti di informazione alternativa e poi riprese anche da organi di stampa ufficiali, sono dichiarate false dagli stessi adepti di Vanga e sono mutevoli nel tempo. Una profezia riguardante il 2016 e messa per  iscritto solo nel 2008 affermava che l'Europa sarebbe diventata un continente deserto e privo di vita; e un'altra, messa per iscritto nel 2016 afferma che sarebbe stata invasa da terroristi islamici, contraddicendo la profezia precedente che preconizzava l'avvento di un continente spopolato.